# 자리공과
자리공과(---科, 학명: Phytolaccaceae 피톨라카케아이[*])는 석죽목의 과이다.
열대에서 온대에 걸쳐 널리 분포하며, 약 22속의 120종 정도가 밝혀져 있는데, 한국에서는 자리공·솜자리공 등이 잘 알려져 있다.
초본 또는 목본으로서 잎은 어긋나게 달리며 턱잎은 없다. 꽃은 대부분 양성화지만, 종류에 따라서는 단성화인 것도 있다. 보통 방사대칭인 작은 꽃이 총상 또는 취산꽃차례를 이루면서 달린다. 4-5개의 꽃받침조각이 있으며, 수술은 4개 또는 여러 개가 있고, 수술대는 종종 밑부분에서 합쳐져 있다. 씨방은 상위로, 대부분 2개 또는 다수의 심피가 따로 떨어지거나 합쳐져서 씨방을 이루고 있는데, 그 안의 각 방에는 1개의 밑씨가 들어 있다. 열매는 액과 또는 삭과이다.

## 하위 분류
- 록루트아과(Agdestidoideae Nowicke)
- 자리공아과(Phytolaccoideae Arn.)